# Битва десяти царей
Би́тва десяти́ царе́й (IAST: dāśarājñá) — битва, описываемая в 7-й мандале «Ригведы» (гимны 18, 33 и 83.4-8). Реалии битвы во многом остаются неясными. Суть её сводится к следующему: царь племени тритсу Судас вместе со своей армией был окружён союзными войсками десяти царей (согласно Т. Я. Елизаренковой, племена эти, по-видимому, были неарийскими, поскольку в VII, 83, 7 они названы аяджьявах — «не приносящие жертв»). Преследователи загнали Судаса с его войском на берег реки Парушни, которая была для него единственным путём к отступлению. В этот момент на помощь Судасу пришёл Индра, создавший для него брод и тем самым позволивший ему вместе с армией перебраться на другой берег. Когда к реке приблизилось вражеское войско, река снова разлилась. Согласно одной из версий Индру на сторону Судаса привлёк своими молитвами Васиштха (VII, 33, 3-6) (согласно VII, 83 на помощь были привлечены Индра и Варуна). Большинство врагов Судаса утонули, пытаясь переправиться через реку. Уцелевшие воины были уничтожены Судасом с помощью Индры.
По мнению учёных, описание битвы основано на реальных исторических событиях середины 2-го тысячелетия до н. э..

## Племена, участвовавшие в битве
- Тритсу — племя царя Судаса.
- Алина — одно из племён, над которыми одержал победу Судас[4] Предположительно, это племя жило к северо-востоку от Нуристана, так как это название упоминается китайским путешественником Сюаньцзаном.[5].
- Ану — племя, возможно обитавшее в районе реки Парушни[6].
- Бхригу — брахманский род, потомки риши Бхригу. Им приписывают составление части «Атхарваведы».
- Бхалана — одно из племён, сражавшихся против Судаса. По мнению некоторых учёных, племя обитало в районе перевала Болан[7].
- Даса или Дасью — термин, которым называют все племена, сражавшиеся против Судаса.
- Друхью — племя, которое некоторые исследователи отождествляют с гандхари («Ригведа» I 1.126.7).
- Матсьи — упоминаются только один раз (7.18.6), но позднее также в связи с племенем шалва[8].
- Паршу — ассоциируются с персами[9].
- Пуру (ведическое племя)[англ.] — потомки Яяти из Лунной династии.
- Пани, другие названия — парны, парной — родственное скифам племя саков из северо-западного Афганистана.